# Nekrolog 1719
Nekrolog
◄◄
| ◄
| 1715
| 1716
| 1717
| 1718
| 1719 | 1720 | 1721 | 1722 | 1723 | ► | ►►
Weitere Ereignisse | Allgemeiner Nekrolog 1719
Die Beschreibung der verstorbenen Person sollte so kurz wie möglich gehalten sein und nur deren signifikante Tätigkeit(en) enthalten.
Neue Namen ggf. auch unter dem Geburts- und Sterbedatum, also etwa unter 1. Januar und im Geburts- und Sterbejahr (2024) eintragen (nur bei entsprechender großer Wichtigkeit). Für Beispiele siehe die schon vorhandenen Artikel.
Außerdem über die fünf zuletzt Verstorbenen, zu denen es einen ausreichend guten Artikel für eine Präsentation auf der Hauptseite gibt, nach der todesbedingten Überarbeitung der Artikel ggf. auch unter Wikipedia Diskussion:Hauptseite informieren und sie am besten auch in den anderen Wikipedia-Sprachversionen eintragen. Tipp: Regelmäßig bei news.google.de nach „ist tot“, „gestorben“ oder „verstorben“ suchen.
Wenn eine Person gestorben ist, gibt es viele Seiten zu dieser Person in der Wikipedia, die davon auch betroffen sind und entsprechend aktualisiert werden müssen. Beispiele: Namenübersichtsseite, Geburtsjahr, Geburtsort-Seiten und viele mehr.
Wie finde ich die betroffenen Seiten?
Im Suchfeld auf der linken Seite gibt man den Suchbegriff so ein: „Vorname Nachname“. Dann klickt man auf Volltext und alle Seiten mit entsprechendem Suchtext werden aufgerufen. Hier sieht man dann schnell, wo auch das Todesjahr Sinn macht oder sogar ein Teil des Artikels angepasst werden muss. Auch hilft das „Werkzeug“ auf der linken Seite sehr gut, um solche Seiten aufzufinden: „Links auf diese Seite“. Somit ist die Wikipedia wieder aktuell in allen Bereichen! Hinweis: bei Eintragung der Kategorie „Gestorben JAHR“ wird der Missbrauchsfilter 49 ausgelöst, was jedoch nicht schlimm ist. Siehe: Spezial:Missbrauchsfilter/49
Dies ist eine Liste von im Jahr 1719 verstorbenen bekannten Persönlichkeiten. Die Einträge erfolgen innerhalb der einzelnen Daten alphabetisch sortiert. Tiere sind im Nekrolog für Tiere zu finden.

## Januar
| Tag        | Name                                | Beruf, bekannt als                                           | Alter | Beleg |
| ---------- | ----------------------------------- | ------------------------------------------------------------ | ----- | ----- |
| 3. Januar  | Wenzel Norbert Octavian Graf Kinsky | böhmischer Beamter                                           | 76    |       |
| 3. Januar  | Jacob Toorenvliet                   | niederländischer Maler und Radierer                          |       |       |
| 5. Januar  | Thomas Hay, 7. Earl of Kinnoull     | schottisch-britischer Adliger                                |       |       |
| 11. Januar | Peter Sarasin                       | Handelsmann und Ratsherr in Basel                            | 78    |       |
| 13. Januar | Johann Schulte                      | deutscher Kaufmann und Hamburger Ratsherr                    | 56    |       |
| 14. Januar | Lorenz Luidl                        | bayerischer Barockbildhauer                                  |       |       |
| 16. Januar | Johann Friedrich Zihn               | deutscher evangelischer Geistlicher und Kirchenlieddichter   | 68    |       |
| 17. Januar | Sophie Amalie Moth                  | Mätresse von König Christian V. von Dänemark und Norwegen    | 64    |       |
| 18. Januar | Antoine Léger der Jüngere           | Schweizer evangelischer Geistlicher und Hochschullehrer      | 66    |       |
| 22. Januar | Friedrich Wilhelm von Kanitz        | preußischer Geheimer Rat und Oberburggraf                    | 62    |       |
| 22. Januar | William Paterson                    | schottischer Kaufmann, Autor und Politiker                   | 60    |       |
| 27. Januar | Ferdinando D’Adda                   | italienischer römisch-katholischer Bischof und Kardinal      | 68    |       |
| 29. Januar | Johann Ludwig Würffel               | deutscher evangelischer Theologe, Feldprediger und Professor | 40    |       |
| Januar     | Hans von Rumohr                     | Landrat im Herzogtum Schleswig und Holstein.                 | 43    |       |

## Februar
| Tag         | Name                               | Beruf, bekannt als                                          | Alter | Beleg |
| ----------- | ---------------------------------- | ----------------------------------------------------------- | ----- | ----- |
| 12. Februar | Adam Ludwig Lewenhaupt             | schwedischer General                                        | 59    |       |
| 14. Februar | Philipp Karl von Wylich und Lottum | preußischer Generalfeldmarschall                            | 68    |       |
| 19. Februar | Georg Heinrich von Görtz           | schleswig-holsteinischer Politiker                          |       |       |
| 20. Februar | Joseph Joubert                     | französischer Jesuit, Altphilologe, Romanist und Lexikograf | 78    |       |
| 23. Februar | Bartholomäus Ziegenbalg            | deutscher evangelischer Missionar                           | 36    |       |
| 25. Februar | Niccolò Acciaiuoli                 | italienischer Kurienkardinal und Bischof                    | 88    |       |
| 27. Februar | Johann Ernst                       | Graf Nassau-Weilburg; kaiserlicher Generalfeldmarschall     | 54    |       |
| 28. Februar | Boris Petrowitsch Scheremetew      | russischer Generalfeldmarschall                             | 66    |       |

## März
| Tag      | Name                                   | Beruf, bekannt als                                                         | Alter | Beleg |
| -------- | -------------------------------------- | -------------------------------------------------------------------------- | ----- | ----- |
| 1. März  | Richard Ingoldesby                     | Gouverneur der englischen Kolonie New York                                 |       |       |
| 3. März  | Jacques-Louis de Valon                 | französischer Militär und Lyriker                                          | 59    |       |
| 7. März  | Heinrich Bernhard Rupp                 | deutscher Botaniker                                                        | 30    |       |
| 8. März  | Franz Ehrenreich von Trauttmannsdorff  | österreichischer Diplomat und Politiker                                    | 57    |       |
| 11. März | Pierre Seignette                       | französischer Arzt und Apotheker                                           | 58    |       |
| 12. März | Philipp Moritz von Bayern              | bayerischer Prinz, postumer Fürstbischof von Paderborn und Münster         | 20    |       |
| 13. März | Johann Friedrich Böttger               | deutscher Alchemist                                                        | 37    |       |
| 19. März | Giambattista Spinola                   | italienischer Kardinal der Römischen Kirche                                |       |       |
| 23. März | Georg Wehling                          | deutscher Schullehrer und Schriftsteller, Leiter der Ratsschule in Stettin | 74    |       |
| 24. März | Johann Christoph Ernst von Gravenreuth | deutscher kaiserlicher General                                             | 44    |       |
| 25. März | Pietro Paolo Laurenti                  | italienischer Instrumentalist, Sänger und Komponist                        | 43    |       |
| 30. März | Paul Burgermeister                     | deutscher Jurist                                                           | 58    |       |
| 30. März | Plazidus Kobolt                        | deutscher Ordensgeistlicher, Abt in Ochsenhausen                           | 76    |       |
| März     | Johann Conrad Bonorand                 | Schweizer reformierter Pfarrer                                             |       |       |

## April
| Tag       | Name                                       | Beruf, bekannt als                                                                            | Alter | Beleg |
| --------- | ------------------------------------------ | --------------------------------------------------------------------------------------------- | ----- | ----- |
| 2. April  | Nikolaus Wilhelm Goddaeus                  | Kanzler der Landgrafschaft Hessen-Kassel                                                      | 73    |       |
| 7. April  | Johannes Baptist de La Salle               | französischer Priester und Ordensgründer                                                      | 67    |       |
| 8. April  | Johann Franz von Gronsfeld                 | kaiserlicher Feldmarschall im bayerischen Volksaufstand (1705)                                |       |       |
| 8. April  | Johannes Adrian von Plencken               | Jurist und hoher Beamter                                                                      | 83    |       |
| 9. April  | Gustav Heinrich von Müller                 | schwedischer Diplomat und Hofkanzler                                                          |       |       |
| 14. April | Christoph Wendt                            | deutscher evangelisch-lutherischer Geistlicher, Senior des Geistlichen Ministeriums in Lübeck | 60    |       |
| 15. April | Françoise d’Aubigné, marquise de Maintenon | Mätresse und später heimliche Ehefrau Ludwigs XIV.                                            | 83    |       |
| 15. April | Johann Friedrich Treiber                   | deutscher Historiker                                                                          | 76    |       |
| 16. April | Christoph Bernhard von Twickel             | Geheimrat und Amtsdroste im Amt Rheine-Bevergern                                              | 64    |       |
| 21. April | Franz Köck                                 | österreichischer Orgelbauer                                                                   | 58    |       |
| 24. April | Hyacinthe Robillard d’Avrigny              | französischer Historiker                                                                      |       |       |
| 27. April | Wolf Christoph von Hackeborn               | preußischer Generalleutnant und Kommandeur des Leibregiments                                  | 57    |       |
| 29. April | Johannes Goeddaeus                         | deutscher Rechtswissenschaftler und Hochschullehrer                                           | 67    |       |

## Mai
| Tag     | Name                           | Beruf, bekannt als                                                                                               | Alter | Beleg |
| ------- | ------------------------------ | --- | ----- | ----- |
| 2. Mai  | Barthold Conrath               | deutscher Maler                                                                                                  | 61    |       |
| 3. Mai  | Pierre Le Gros der Jüngere     | französischer Bildhauer in Rom                                                                                   | 53    |       |
| 6. Mai  | Nicolaus Ludwig Esmarch        | deutscher Lyriker und evangelischer Theologe                                                                     | 65    |       |
| 7. Mai  | Sebastiano Bombelli            | italienischer Maler                                                                                              |       |       |
| 12. Mai | Karl Gottlieb von Dechen       | preußischer Generalmajor und Kommandant von Frankfurt (Oder)                                                     |       |       |
| 24. Mai | Joachim von Pritzbuer          | mecklenburgischer Edelmann, dänischer Etatsrat, Oberlanddrost des Herzogtums Bremen und der Grafschaft Oldenburg | 54    |       |
| Mai     | Anne Marguerite Petit Du Noyer | französische Journalistin                                                                                        | 55    |       |

## Juni
| Tag      | Name                           | Beruf, bekannt als                                                               | Alter | Beleg |
| -------- | ------------------------------ | -------------------------------------------------------------------------------- | ----- | ----- |
| 5. Juni  | Gottschalk Kirchring           | deutscher Domherr                                                                | 47    |       |
| 6. Juni  | Leonhard Christoph Sturm       | deutscher Wissenschaftler                                                        | 49    |       |
| 11. Juni | Johann Abraham Schmierer       | deutscher Komponist des Barock                                                   |       |       |
| 12. Juni | Gottfried Benjamin Preuss      | schlesischer Mediziner, Stadtphysicus in Breslau, Mitglied der Leopoldina        | 34    |       |
| 17. Juni | Joseph Addison                 | englischer Dichter, Politiker und Journalist                                     | 47    |       |
| 22. Juni | Kurt Veit von Witzleben        | dänischer Oberjägermeister und Landdrost                                         | 74    |       |
| 24. Juni | Josua Harrsch                  | deutscher Pfarrer und Pionier                                                    | 49    |       |
| 26. Juni | Friedrich Wilhelm I.           | Herzog von Schleswig-Holstein-Sonderburg-Beck                                    | 37    |       |
| 27. Juni | Ludwig Günther Martini         | deutscher Jurist, Schriftsteller und Hofbeamter                                  | 72    |       |
| 30. Juli | Johann Ferdinand von Sickingen | Freiherr, sowie kurpfälzischer Konferentialminister, Obristkämmerer und Diplomat | 55    |       |

## Juli
| Tag      | Name                                | Beruf, bekannt als                                                                                              | Alter | Beleg |
| -------- | ----------------------------------- | --- | ----- | ----- |
| 16. Juli | Johann Heinrich Otth                | Schweizer Pfarrer und Hebraist                                                                                  | 68    |       |
| 16. Juli | Meinhard von Schomberg              | deutsch-französisch-britischer General und Heerführer                                                           | 78    |       |
| 18. Juli | Ludolf von Pannewitz                | preußischer Generalleutnant, Chef des nach ihm benannten „Regiments Pannewitz zu Pferde“ und Erbherr auf Kahren |       |       |
| 21. Juli | Marie Louise Élisabeth d’Orléans    | französische Prinzessin und Herzogin von Berry                                                                  | 23    |       |
| 21. Juli | Robert Clicquot                     | französischer Orgelbauer                                                                                        |       |       |
| 22. Juli | Heneage Finch, 1. Earl of Aylesford | englischer Politiker und Chancellor of the Duchy of Lancaster                                                   |       |       |
| 25. Juli | Johann Wenzel von Gallas            | böhmischer Diplomat und Statthalter                                                                             | 50    |       |
| 26. Juli | Andreas Julius Bötticher            | deutscher Mediziner                                                                                             | 47    |       |
| 26. Juli | Hyacinth Petit                      | Bischof der römisch-katholischen Kirche                                                                         | 39    |       |
| 26. Juli | Johann Georg Christian Störl        | deutscher Kapellmeister und Organist                                                                            | 43    |       |
| 28. Juli | Arp Schnitger                       | deutscher Orgelbauer                                                                                            |       |       |
| Juli     | Johann Valentin Meder               | deutscher Komponist                                                                                             | 70    |       |

## August
| Tag        | Name                                         | Beruf, bekannt als                                     | Alter | Beleg |
| ---------- | -------------------------------------------- | ------------------------------------------------------ | ----- | ----- |
| 2. August  | Karol Stanisław Radziwiłł                    | litauischer Adeliger, Magnat und Großkanzler           | 49    |       |
| 3. August  | Johann Philipp von Greiffenclau zu Vollraths | Fürstbischof von Würzburg, Herzog in Franken           | 67    |       |
| 10. August | Georg Wilhelm Löffelholz von Kolberg         | kaiserlicher österreichischer Feldzeugmeister          | 58    |       |
| 11. August | Leonhard Goffiné                             | Prämonstratenser-Chorherr im Kloster Steinfeld/Eifel   | 70    |       |
| 18. August | Heinrich von Cocceji                         | deutscher Jurist, Professor für Natur- und Völkerrecht | 75    |       |
| 19. August | Carl Hildebrand von Canstein                 | Gründer der Cansteinschen Bibelanstalt in Halle        | 52    |       |

## September
| Tag           | Name                                             | Beruf, bekannt als                                                               | Alter | Beleg |
| ------------- | ------------------------------------------------ | -------------------------------------------------------------------------------- | ----- | ----- |
| 2. September  | Michel Le Tellier                                | französischer Jesuit, Provinzial des Jesuitenordens und Beichtvater Ludwigs XIV. | 75    |       |
| 3. September  | Johann Heinrich May der Ältere                   | deutscher lutherischer Theologe, Philologe und Historiker                        | 66    |       |
| 4. September  | Heinrich Hiller                                  | Schweizer Bürgermeister                                                          | 86    |       |
| 4. September  | Johann Friedrich Sichelbein                      | deutscher Maler des Barock                                                       | 70    |       |
| 5. September  | Augustinus Erath                                 | Propst von Stift Sankt Andrä an der Traisen                                      | 71    |       |
| 6. September  | Carlo Cignani                                    | italienischer Maler                                                              | 91    |       |
| 6. September  | Andreas Rühle                                    | deutscher Zimmermeister                                                          | 68    |       |
| 7. September  | John Harris                                      | englischer Geistlicher und Mathematiker                                          |       |       |
| 9. September  | Franz Joachim von Dewitz                         | dänischer General und Generalgouverneur von Neuvorpommern und Rügen              | 52    |       |
| 11. September | Domenico Martinelli                              | italienischer Architekt, in Wien tätig (1690–1705)                               | 68    |       |
| 12. September | Johann Joachim Schöpffer                         | deutscher Jurist und Professor der Rechte                                        | 57    |       |
| 14. September | Johann Gallus Hügel                              | deutsch-österreichischer Steinmetzmeister des Barock                             | 54    |       |
| 18. September | Johannes Jacobus Rau                             | deutscher Mediziner                                                              |       |       |
| 19. September | Joachim Tielke                                   | deutscher Instrumentenbauer                                                      | 77    |       |
| 20. September | Jan Weenix                                       | niederländischer Maler                                                           |       |       |
| 21. September | Johann Heinrich Acker                            | deutscher evangelischer Theologe und Schriftsteller                              | 72    |       |
| 22. September | Frans Burman                                     | niederländischer reformierter Theologe                                           | 48    |       |
| 22. September | Magdalena Sibylla von Schleswig-Holstein-Gottorf | Herzogin von Mecklenburg-Güstrow                                                 | 87    |       |
| 25. September | David Sigmund Büttner                            | deutscher evangelischer Geistlicher und früher Geologe und Paläontologe          | 59    |       |
| 26. September | Anton Matthäus IV.                               | niederländischer Rechtswissenschaftler                                           |       |       |
| 27. September | Franz Daniel Pastorius                           | deutsch-amerikanischer Jurist und Schriftsteller                                 | 68    |       |
| 27. September | Christian Hennig von Jessen                      | deutscher Pastor und Sprachforscher                                              | 69    |       |
| 29. September | Jean Orry                                        | französischer Ökonom                                                             | 67    |       |
| 30. September | Adam Brendel                                     | deutscher Dichter, Physiker und Mediziner                                        |       |       |
| 30. September | Bernard Renau d’Elicagaray                       | französischer Ingenieur und Marineoffizier                                       | 67    |       |

## Oktober
| Tag         | Name                      | Beruf, bekannt als                                    | Alter | Beleg |
| ----------- | ------------------------- | ----------------------------------------------------- | ----- | ----- |
| 7. Oktober  | David Bläsing             | deutscher Mathematiker und Astronom                   | 58    |       |
| 7. Oktober  | Pierre Rémond de Montmort | französischer Mathematiker                            | 40    |       |
| 11. Oktober | Gustav von Faltzburg      | schwedischer Jurist, Präsident des Wismarer Tribunals | 68    |       |
| 12. Oktober | Johann Justus Bode        | deutscher Astronom                                    |       |       |
| 14. Oktober | Arnold Houbraken          | holländischer Maler und Kunstschriftsteller           | 59    |       |
| 31. Oktober | Domenico Piazoll          | österreichischer Stuckateur des Barock                |       |       |

## November
| Tag          | Name                                | Beruf, bekannt als                                                 | Alter | Beleg |
| ------------ | ----------------------------------- | ------------------------------------------------------------------ | ----- | ----- |
| 7. November  | Johann Joseph Seyler                | deutscher Pädagoge und evangelischer Theologe                      | 50    |       |
| 8. November  | Michel Rolle                        | Mitglied der Academie des sciences                                 | 67    |       |
| 18. November | Petrus von Mascow                   | deutscher Rechtswissenschaftler                                    | 85    |       |
| 19. November | Hans Georg Mozart                   | Maurermeister und Werkmeister am Augsburger Domkapitel             |       |       |
| 19. November | Matthäus Schlüter                   | deutscher Jurist                                                   | 71    |       |
| 30. November | Johann Friedrich Karg von Bebenburg | deutscher kurkölnischer Kanzler und Staatsminister                 | 71    |       |
| 30. November | Heinrich Hartard von Rollingen      | Fürstbischof von Speyer und Fürstpropst von Weißenburg (1711–1719) | 86    |       |
| 30. November | Yamamoto Tsunetomo                  | japanischer Samurai und Autor des Werkes Hagakure                  | 60    |       |

## Dezember
| Tag          | Name                        | Beruf, bekannt als                                                    | Alter | Beleg |
| ------------ | --------------------------- | --------------------------------------------------------------------- | ----- | ----- |
| 2. Dezember  | Pasquier Quesnel            | französischer jansenistischer Theologe                                | 85    |       |
| 8. Dezember  | Ulrik Christian Gyldenløve  | dänischer Admiral                                                     | 41    |       |
| 8. Dezember  | Hieronymus II. Lindau       | deutscher Abt                                                         | 62    |       |
| 12. Dezember | Heinrich Papen              | deutscher Bildschnitzer                                               |       |       |
| 25. Dezember | Benedetto Vinaccesi         | italienischer Komponist und Organist des Barock                       |       |       |
| 26. Dezember | Valentin Bernard Jestřábský | tschechischer römisch-katholischer Priester und Barock-Schriftsteller |       |       |
| 31. Dezember | John Flamsteed              | englischer Astronom                                                   | 73    |       |

## Datum unbekannt
| Tag | Name                          | Beruf, bekannt als                                            | Alter | Beleg |
| --- | ----------------------------- | ------------------------------------------------------------- | ----- | ----- |
|     | Caterina di Balbiano          | piemontesisch-sächsische Adlige                               |       |       |
|     | Devlet II. Giray              | mongolischer Khan der Krim                                    |       |       |
|     | Farrukh Siyar                 | Großmogul von Indien                                          |       |       |
|     | Georg Adam Franz von Gaschin  | Reichsgraf, Landeshauptmann von Oppeln-Ratibor                |       |       |
|     | Johann Christoph Hart         | deutscher Orgelbauer                                          |       |       |
|     | Benjamin Hornigold            | Freibeuter und später Piratenjäger                            |       |       |
|     | Gabriel Kessler               | Maler des Barock                                              |       |       |
|     | Johann Ulrich Krauß           | deutscher Zeichner, Kupferstecher und Verleger                |       |       |
|     | Michael Mietke                | norddeutscher Cembalobauer                                    |       |       |
|     | Claus Hartwig von Perckenthin | dänischer Geheimer Rat und Landdrost der Herrschaft Pinneberg |       |       |
|     | André Raison                  | französischer Organist und Komponist                          |       |       |
|     | Simon Sarto                   | Architekt                                                     |       |       |
|     | Maria Sophia Schellhammer     | deutsche Autorin, Dichterin, Poetin                           |       |       |
|     | Giuseppe Serpotta             | italienischer Bildhauer und Dekorateur des Barock             |       |       |
|     | William Talman                | englischer Architekt                                          |       |       |
|     | Þormóður Torfason             | isländischer Historiker                                       |       |       |